# Daniel (Moskau)
Daniel (russisch Даниил, Daniil; * vor 1492; † 22. Mai 1547) war Metropolit von Moskau 1522 bis 1539 und Repräsentant der kriegerischen kirchlichen Gruppe, die in Allianz mit dem Fürsten stand. Er bekämpfte auch die so genannten „Judaisierer“ (Jeres schidowstwujuschtschich, russisch Ересь жидовствующих, wiss. Eres' židovstvujuščich).

## Leben
Daniel stammte aus einer bescheidenen Familie in Rjasan. Er war Mönch im Joseph-Wolokolamsk-Kloster (Iossifo-Wolokolamski monastyr, Wolozki Uspenski Iossifow monastyr russisch Иосифо-Волоколамский монастырь, Волоцкий Успенский Иосифов монастырь) und ein Schüler von Joseph von Wolokolamsk. 1515 wurde er unter der Patronage von Wassili III. zum Hegumen (Abt) des Klosters gewählt. Zunächst gab es Konflikte im Kloster, weil der strenge Schüler von Joseph von Wolokolamsk die koinobitischen Regeln seines Meisters durchsetzen wollte. Als er dann Metropolit wurde, unterstützte er Wassili III., indem er den Fürst von Sewersk, Wassili Schemjachitsch, nach Moskau rufen ließ und ihn einkerkerte. Metropolit wurde er nicht zuletzt deshalb, weil er bereit war, 1525 die Scheidung zwischen Wassili III. und dessen kinderloser Ehefrau Solomonija Saburowa zu genehmigen, wobei er die kirchlichen Kanones überging. Daniel war auch Initiator einer Reihe von Konzilien (Соборах, sobory) zwischen 1525 und 1531, bei welchen die Gegner der Josephilianern verurteilt wurden, die Nestyazhateli, unter anderem Maxim der Grieche und Wassian Patrikejew. Außerdem veranlasste er die Heiligsprechung von Makarija Kaljasinskogo (Макария Калязинского, 9. Oktober 1523) und von Pafnuti Borowski (Пафнутий Боровский, 1531).
Wassili III. beauftragte Daniel auf dem Sterbebett, sich um seine Frau und seinen Sohn zu kümmern. Der Metropolit segnete Iwan IV. feierlich in der Mariä-Entschlafens-Kathedrale.
Während den Auseinandersetzungen zwischen der Familie Schuiski und Fürst Iwan Wladimirowitsch Belski (Иван Владимирович Бельский) 1538 unterstützte Daniel Belski, woraufhin er von den Shuiskis ein Jahr später seines Amtes enthoben und im Kloster eingekerkert wurde. Er starb am 22. Mai 1547 im Joseph-Wolokolamsk-Kloster.
Daniel stellte eine Reihe russischer Chroniken zusammen und war Autor theologischer und erbaulicher Werke. In manchen Werken verdammt er Häresien und offenbar überarbeitete er manche Texte philosophischer und philologischer Natur, die Teil der altrussischen literarischen Tradition waren, darunter den Prolog von Johannes dem Exarchen, Konstantin-Kyrils Definition der Philosophie und Johannes von Damaskus Exakte Exposition des Orthodoxen Glaubens. Man vermutet auch, dass er Teile der Chroniken Nikons verfasst hat.
Auch die Evangelien-Handschrift des Klosters könnte auf seinen Besitz zurückgehen. Die Handschrift vom Beginn des 16. Jahrhunderts ist in Großer Feierlicher Halbschrift geschrieben und mit Miniaturen mit Evangelistenbildern auf Goldgrund sowie Kapitelüberschriften und Initialen im neubyzantinischen Stil gestaltet.